# Jean Hutter
Pour les articles homonymes, voir Hutter.
Jean Hutter, né le 31 décembre 1921 et mort le 4 avril 2007, est un éditeur suisse. Il est directeur des Éditions Payot.

## Biographie
Époux de la poétesse Anne Perrier, Jean Hutter, après des études de lettres à l'université de Genève (en compagnie de Jean Starobinski notamment) entre aux éditions de la Baconnière, alors à Boudry et dirigées par Hermann Hauser. 
En 1951, il est nommé à la tête des Éditions Payot, à Lausanne qu'il dirige jusqu'en 1986. Dans le cadre de son travail pour les éditions Payot-Lausanne, il crée une collection d'essais, Territoires, et la Collection poétique Payot qui accueille des poètes tels que Philippe Jaccottet, Maurice Chappaz, Anne Perrier, Corinna Bille, Gustave Roud, Pierre-Alain Tâche, Jacques Chessex et José-Flore Tappy.